# Yehor Yarmolyuk
Yehor Yarmolyuk (en ucraniano: Єгор Романович Ярмолюк; Verjnodniprovsk, Óblast de Dnipropetrovsk, Ucrania, 1 de marzo de 2004) es un futbolista ucraniano. Juega de centrocampista y su equipo es el Brentford F. C. de la Premier League inglesa.

## Trayectoria
Comenzó su carrera profesional en el S. C. Dnipro-1, club donde firmó su primer contrato como jugador en mayo de 2019 a los quince años. Debutó en la Liga Premier de Ucrania en la temporada 2019-20.
El 14 de julio de 2022 fue transferido al Brentford F. C. de la Premier League inglesa.

## Selección nacional
Yarmolyuk fue internacional en categorías inferiores por Ucrania. También lo fue con la selección absoluta, haciendo su debut el 20 de marzo de 2025 en el partido de ida de la promoción de ascenso y descenso de la Liga de Naciones de la UEFA 2024-25 ante Bélgica que ganaron por tres a uno.

## Estadísticas
Actualizado al último partido disputado el 25 de mayo de 2025.
| Club                       | Div.          | Temporada     | Liga  | Liga  | Copas nacionales | Copas nacionales | Copas internacionales | Copas internacionales | Total | Total |
| Club                       | Div.          | Temporada     | Part. | Goles | Part.            | Goles            | Part.                 | Goles                 | Part. | Goles |
| -------------------------- | ------------- | ------------- | ----- | ----- | ---------------- | ---------------- | --------------------- | --------------------- | ----- | ----- |
| S. C. Dnipro-1 · Ucrania   | 1.ª           | 2019-20       | 2     | 0     | 0                | 0                | ―                     | ―                     | 2     | 0     |
| S. C. Dnipro-1 · Ucrania   | 1.ª           | 2020-21       | 9     | 0     | 1                | 0                | ―                     | ―                     | 10    | 0     |
| S. C. Dnipro-1 · Ucrania   | 1.ª           | 2021-22       | 7     | 0     | 2                | 1                | ―                     | ―                     | 9     | 1     |
| S. C. Dnipro-1 · Ucrania   | Total club    | Total club    | 18    | 0     | 3                | 1                | 0                     | 0                     | 21    | 1     |
| Brentford F. C. Inglaterra | 1.ª           | 2022-23       | 0     | 0     | 1                | 0                | ―                     | ―                     | 1     | 0     |
| Brentford F. C. Inglaterra | 1.ª           | 2023-24       | 27    | 0     | 3                | 0                | ―                     | ―                     | 30    | 0     |
| Brentford F. C. Inglaterra | 1.ª           | 2024-25       | 31    | 0     | 4                | 0                | ―                     | ―                     | 35    | 0     |
| Brentford F. C. Inglaterra | Total club    | Total club    | 58    | 0     | 8                | 0                | 0                     | 0                     | 66    | 0     |
| Total carrera              | Total carrera | Total carrera | 76    | 0     | 11               | 1                | 0                     | 0                     | 87    | 1     |